# كين وليامز (ملحن)
كين وليامز هو ملحن كندي، ولد في 1952.

## وصلات خارجية
- كين وليامز على موقع IMDb (الإنجليزية)
- كين وليامز على موقع قاعدة بيانات الفيلم (الإنجليزية)